# CH Cygni
CH Cygni (CH Cyg) – gwiazda zmienna symbiotyczna znajdująca się w gwiazdozbiorze Łabędzia w odległości około 800 lat świetlnych od Ziemi.

## Właściwości fizyczne
CH Cygni jest układem podwójnym zawierającym białego karła ściągającego materię odrzucaną przez czerwonego olbrzyma. Odrzucana materia zanim opadnie na powierzchnię białego karła tworzy wokół niego gorący dysk akrecyjny. Jest to zaledwie jeden z kilkuset znanych systemów tego typu, dodatkowo jeden z najbliższych.
Na zdjęciach wykonanych za pomocą teleskopów Chandra, Hubble'a i VLA uchwycono niedawno powstały dżet. Materia znajdująca się w nim przemieszcza się z prędkością 5 milionów kilometrów na godzinę. Źródłem tej materii jest wirujący dysk materii otaczający białego karła. Zdjęcia wykonane w paśmie rentgenowskim przez teleskop Chandra po raz pierwszy ukazały szczegółową strukturę dżetu. Zdjęcia wykonane w paśmie widzialnym wykazały ugięcie dysku co jest dowodem na rotację dżetu.
Precesja dżetu jest zapewne wynikiem zmiany pochylenia dysku akrecyjnego. Dżet w dalszej swojej części posiada wyraźne zgrubienia widoczne we wszystkich zakresach promieniowania, które są dowodem aktywności strumienia materii i masywnych wyrzutów materii, które miały miejsce w przeszłości oraz dowodzą również oddziaływania dżetu z otoczkami gazowymi wyrzucanymi przez czerwonego olbrzyma. Początek dżetu znajduje się w odległości 20 jednostek astronomicznych od centrum układu podwójnego, a jego koniec sięga aż 750 j.a., co oznacza, że koniec znajduje się blisko 20 razy dalej niż wynosi średnia odległość Plutona od Słońca.
Dżet w układzie CH Cygni kształtem przypomina inne strugi materii powstałe w zupełnie innych warunkach, jak otoczenie młodych gwiazd czy supermasywnych czarnych dziur. Ponieważ znajduje się zdecydowanie bliżej od innych obiektów tego typu, staje się modelem pomagającym badać formowanie i propagację innych odległych i znacznie bardziej złożonych systemów.